# Sandra Kurtzig
Pour les articles homonymes, voir Kurtzig.
Sandra L. Kurtzig est une femme d'affaires et entrepreneur technologique américaine. Elle est l'une des premières femmes entrepreneures de la Silicon Valley et, en tant que fondatrice du producteur de logiciels commerciaux et de fabrication ASK Group en 1972, elle est la première femme à introduire en bourse une entreprise technologique de la Silicon Valley.

## Carrière

### Début
Sandra Kurtzig naît à Chicago le 21 octobre 1947. Kurtzig obtient un bachelor en mathématiques de l'université de Californie à Los Angeles en 1968 et une maîtrise en ingénierie aéronautique à l'université Stanford.

### Contract programming
En 1972, elle quitte son emploi dans la vente de services informatiques à temps partagé pour General Electric et consacre davantage de temps à fonder une famille. Elle fonde le groupe ASK en tant qu'emploi à temps partiel, grâce à « un chèque de commission de 2 000 $ de GE » ,, ; les 2 000 $ sont nécessaires pour louer un terminal à temps partagé. Kurtzig lance ASK en tant que petite entreprise de programmation de logiciels sous contrat à temps partiel depuis sa deuxième chambre "pour garder son esprit occupé" et augmenter ses revenus, sans jamais avoir l'intention que l'entreprise opère en dehors de sa maison. Son premier client, Halcyon, lui demande de créer un programme de suivi des stocks capable de fournir efficacement des informations sur la fabrication,. Consciente que d’autres fabricants pourraient trouver un tel programme utile, elle recrute plusieurs diplômés en ingénierie et en informatique. Sous sa direction, ils rédigent des applications standardisées répondant aux problèmes rencontrés par les fabricants locaux.

### Planification des ressources d'entreprise (ERP)

#### Manman
Kurtzig réinvestit tous les bénéfices dans la croissance de l'entreprise. Son entreprise a besoin d'avoir accès à des mini-ordinateurs et elle persuade les employés d'une usine Hewlett-Packard voisine de permettre à son entreprise d'utiliser l'un de ses mini-ordinateurs HP 3000 en dehors des heures normales de travail. En 1978, ASK publie un ensemble de programmes appelé Manman, l'une des premières suites logicielles de planification des ressources d'entreprise (ERP) Elle conclut ensuite un accord pour que Hewlett Packard vende Manman pour une utilisation sur les mini-ordinateurs HP-3000, à une époque où la plupart des logiciels ERP ne sont disponibles que pour fonctionner sur des ordinateurs centraux plus chers. La société devient publique au NASDAQ en 1981 et, en 1983, la participation personnelle de Kurtzig dans le groupe ASK vaut 67 millions de dollars. Elle démissionne de son poste de PDG du groupe ASK en 1985 mais revient en 1989 pour recentrer et développer à nouveau l'entreprise. ASK rachète Ingres Corporation en novembre 1990. À son apogée, le chiffre d'affaires annuel de l'entreprise s'élève à un peu moins d'un milliard de dollars américains.

#### Kenandy
En 2010 , elle fonde la société de logiciels de gestion d'entreprise Kenandy (en), dont elle est PDG jusqu'en 2015 et en est actuellement présidente,,. Kenandy se spécialise dans la production de solutions ERP cloud pour les entreprises manufacturières. Kenandy doit son nom aux fils de Kurtzig, Ken et Andy Kurtzig,,, qui sont PDG d'autres entreprises technologiques. En juin 2013, Kenandy annonce une ronde de financement de 33 millions de dollars dirigée par Lightspeed Venture Partners (en), valorisant l'entreprise à 350 millions de dollars. Les autres investisseurs sont Kleiner Perkins Caufield and Byers (en), salesforce.com et WSG&R (en) (Wilson, Sonsini, Goodrich et Rosati) .
L'autobiographie de Kurtzig, CEO: Building a $400 Million Company from the Ground Up, est publiée par Harvard Business Press

## Vie privée
Lorsque Kurtzig reçoit le Wall Street Transcript's Bronze Award et est peu de temps après « présentée dans le Wall Street Journal, le New York Times et le Washington Post », elle déclare : « C'est amusant de couper des articles et de les envoyer à votre mère., mais ASK est vraiment une équipe." Le nom de son ancien mari est Arie et ils ont deux fils Ken et Andy.
Le nom de son père est Barney Brody. Sa mère "Marian (Boruck) Brody  vient d'une riche famille de Chicago, est diplômée de l'Université de l'Illinois et a travaillé pendant un certain temps comme journaliste de police à Chicago".